# Hi Hi (singel Puffy AmiYumi)
Hi Hi – singel zespołu Puffy AmiYumi wydany 16 listopada 2005.

## Lista utworów
1. Hi Hi
2. Hi Hi～The READYMADE toon jingle 2005～
3. Hi Hi～TV MIX～